# Kostel Nanebevzetí Panny Marie (Diváky)
Kostel Nanebevzetí Panny Marie v Divákách je pozdně barokní kostel romantického pojetí z roku 1873. Kostel je chráněn jako kulturní památka České republiky. Je to farní kostel římskokatolické farnosti Diváky v brněnské diecézi. Společně se zámkem jde o jednu z dominant vesnice. 

## Historie
Chrám stojí na místě původního kostela z druhé poloviny 14. století, který byl zničen v roce 1605 Bočkajovci. Kostel je 26 m dlouhý a 6,5 m široký. V roce 1351 staroboleslavský probošt Petr dovolil, aby se ve finiálním kostele dvakrát či třikrát týdně konala mše svatá. (Přesvědčila ho k tomu převorka Kunigunda a konvent kláštera „Herburg“.) Ve slavné a vyšší svátky však museli občané Divák do sousedních Poleradic (dnešní Boleradice).
Vysvěcení kostela proběhlo 27. října 1373 biskupem Theodorichem. V tuto dobu měl jeden oltář. Brněnští jezuité jej úplně obnovili v roce 1600 a v roce 1601 byl od olomouckého kardinála Františka zcela vysvěcen. Původní kostel byl však roku 1605 Bočkajovci spálen i s obcí. Zvon (pět centů váhy) byl roztaven a přelit. Roku 1623 byl znovu opraven. V té době měl tři oltáře, dva stříbrné pozlacené kalichy, jedno stříbrné ciborium, jednu starou pozlacenou stříbrnou monstranci, jeden pohár, jeden pacifikál a tři zvony.
V roce 1787 měla fara čtyři světničky, dva sklepy a kuchyňku. Do roku 1811 se pohřbívalo kolem kostela. V roce 1811 byla zrušena zeď kolem kostela a v témže roce odvedl kostel eráru jeden pozlacený stříbrný kalich. Roku 1838 byl kostel obdarován tabernákulem (nejposvátnější místo v katolických kostelích určené pro ukládání liturgických nádob s eucharistií.). V roce 1861 měl kostel hlavní oltář a tři zvony. Roku 1871 byl přelit velký puklý zvon (je na něm napsáno Petr a Pavel).

### Spory kolem kostela
V 70. letech 17. století již divácký kostel nepatřil ke vzdálené Vážanské faře, ale poté, co jezuité získali Boleradice, byl přifařen k nim. Vleklé spory však vedli se zábrdovickými premonstráty o Martinickou horu (již od roku 1592 až přinejmenším do roku 1717). Roku 1773 papež zrušil jezuitský řád a jeho majetek v habsburské monarchii převzal stát, který jej dal do správy náboženskému fondu.

### Historie kostela
Před tímto kostelem stál na stejném místě původní kostel z druhé poloviny čtrnáctého století. Poprvé se obec zmiňuje v zakládací listině zábrdovického kláštera premonstrátů. Zde je uveden letopočet 1210, jde však o falzum listiny z 13. století. Oficiálně doložitelné datum zmínky o obci je na papežské listině Řehoře IX. z roku 1237. Kostel Nanebevzetí Panny Marie se připomíná již v roce 1287.

## Exteriér kostela
Filiální kostel Nanebevzetí Panny Marie je jednolodní stavba půdorysu latinského kříže, orientovaná na západ, zakončena polygonálním kněžištěm. Kostel je dlouhý 26 metrů a široký 6, 5 metrů. Kostel Nanebevzetí Panny Marie se nachází v centru vesnice. Slova Viléma Mrštíka „kostel a škola jest obtočena hrozným blátem“ už neplatí. Kostel je v zeleni stromů. Základy jsou tvořeny z kamene a pozdější vrstva z cihel. Kostel je bílé barvy.  Vstupní portál je zakončen trojúhelníkovým tympanonem bez plastiky. Pod trojúhelníkovým tympanonem se nachází půlkruhový tympanon s reliéfní plastikou Ježíše Krista (Pantokratora) a šesti listy vinné révy. Nad vstupem je dvojice slepých arkád (trpasličí galerie), nad ní okno zvonice. Výše vidíme západní čtyřbokou věž s pozlaceným latinským křížem. Vyobrazení má jak dekorativní účel, tak ochranný. Před kostelem stojí památník. Z jedné strany je za kostelem kamenná zídka (kostel je pod menším svahem) a z druhé je pod kostelem cesta. V roce 2014 bylo nad zídku nad kostelem přiděláno z bezpečnostních důvodů zábradlí. Z exteriéru kostela jsou vidět troje dveře (hlavní vstup a dva vedlejší, ty se však nepoužívají).

## Interiér kostela
V interiéru kostela se nachází 18 obrazů, 3 sochy (Pasovská Panna Marie, Ukřižovaný Ježíš Kristus (v zádveří) a Panna Marie Orlická (socha byla vysvěcena ve francouzském městě Lurdy). Stavba má šest oken (čtyři v hlavní lodi, dvě v kněžišti a dvě malá nahoře u varhan). Šest řad dřevěných lavic v první části kostela a osm řad lavic po obou stranách v části zadní. V bodě křížení je umístěna pozlacená kadidelnice s kadidlem. V interiéru se nachází jedna nástěnná malba s vyobrazením Ježíše Krista starajícího se o ovečky. Malba je umístěna v mandorle, nad hlavami příchozích. Od dveří k oltáři vede úzký červený koberec. V interiéru jsou dobře zřetelné tři klenby. Po stranách ve středu stavby jsou naproti sobě umístěny dva velké oltářní obrazy (Panenka Marie s dítětem a Anděl Strážný). Hlavním námětem velkého oltářního obrazu je iluzivní malba výjevu Nanebevzetí Panny Marie (dle toho má i kostel své jméno) a další světce. Obraz je zlacený, a čerstvě zrestaurovaný (květen 2020), prošel také radiací. Varhany jsou funkční, při bohoslužbách se na ně hraje. Dlaždice jsou v kombinaci černé a bílé (bílá převažuje). Jsou ve tvaru včelí plástve, pravidelného šestiúhelníku. Kolmo k hlavní lodi je oratoř a presbytář. V oratoři se nachází nově zrestaurovaný obraz (duben-květen 2020). Je zlacený, zobrazuje Madonu s Ježíškem, dříve byl tento obraz na místním zámku. Interiér kostela je čistě bílý. Vitráže v oknech jsou ozdobeny ornamenty. V kostele je pouze jeden hlavní oltář. Po obou stranách jsou umístěny kropenky se svěcenou vodou. K vybavení kostela patří také sedes, zlacený kalich, patena či ciborium.